# اکساکیراز
اکساکیراز (به لاتین: Akçakiraz) یک منطقهٔ مسکونی در ترکیه است که در استان الازیغ واقع شده‌است.

## خصوصیات
اکساکیراز ۶٬۴۳۷ نفر جمعیت دارد و ۹۲۰ متر بالاتر از سطح دریا واقع شده‌است.